# Watauga (Tennessee)
Watauga è un comune degli Stati Uniti d'America, situato nello Stato del Tennessee, diviso tra la Contea di Carter e la Contea di Washington.